# Ajeé Wilson
Ajeé Wilson (Neptune, 8 maggio 1994) è una mezzofondista statunitense, campionessa mondiale indoor degli 800 metri piani a Belgrado 2022.

## Biografia
Inizia la stagione 2016 prendendo parte ai mondiali indoor di Portland 2016, dove si fregia della medaglia d'argento con un tempo di 2'00"27, battuta solamente dalla burundese Francine Niyonsaba (2'00"01).
L'agosto dello stesso anno partecipa ai Giochi olimpici di Rio de Janeiro 2016, fermandosi alle semifinali degli 800 metri con una prestazione di 1'59"75.
Il 21 luglio 2017, nel corso dell'undicesima tappa della prestigiosa Diamond League allo Stadio Louis di Monaco, migliora il record nazionale statunitense di quasi un secondo fermando il cronometro a 1'55"61.
Ad agosto prende parte ai mondiali di Londra 2017. Superate agevolmente batterie e semifinali degli 800, in finale si dimostra capace di competere per l'oro sino agli ultimi 200 metri; all’imbocco del rettilineo conclusivo si deve tuttavia arrendere ad un'irraggiungibile Caster Semenya (1'54"66) e allo sprint della seconda classificata Francine Niyonsaba (1'55"42), accontentandosi della medaglia di bronzo in 1'56"15.

## Progressione

### 800 metri piani outdoor
| Stagione | Tempo   | Luogo          | Data      | Rank. Mond. |
| -------- | ------- | -------------- | --------- | ----------- |
| 2019     | 1'57"72 | Des Moines     | 28-7-2019 |             |
| 2018     | 1'56"45 | Monaco         | 20-7-2018 |             |
| 2017     | 1'55"61 | Monaco         | 21-7-2017 |             |
| 2016     | 1'59"44 | Rio de Janeiro | 17-8-2016 |             |
| 2015     | 1'57"87 | Eugene         | 30-5-2015 |             |
| 2014     | 1'57"67 | Monaco         | 18-7-2014 |             |
| 2013     | 1'58"21 | Mosca          | 18-8-2013 |             |
| 2012     | 2'00"91 | Barcellona     | 12-7-2012 |             |
| 2011     | 2'02"64 | Lilla          | 10-7-2011 |             |
| 2010     | 2'04"18 | Moncton        | 22-7-2010 |             |
| 2009     | 2'07"08 | Des Moines     | 5-8-2009  |             |

### 800 metri piani indoor
| Stagione | Tempo   | Luogo       | Data      | Rank. Mond. |
| -------- | ------- | ----------- | --------- | ----------- |
| 2019/20  | 1'58"29 | New York    | 8-2-2020  |             |
| 2018/19  | 1'58"60 | New York    | 9-2-2019  |             |
| 2017/18  | 1'58"99 | Birmingham  | 4-3-2018  |             |
| 2015/16  | 2'00"09 | New York    | 20-2-2016 |             |
| 2014/15  | 2'01"57 | New York    | 14-2-2015 |             |
| 2013/14  | 2'00"43 | Albuquerque | 23-2-2014 |             |
| 2012/13  | 2'02"64 | Albuquerque | 3-3-2013  |             |
| 2011/12  | 2'04"13 | New York    | 11-2-2012 |             |
| 2010/11  | 2'06"17 | New York    | 13-3-2011 |             |

## Palmarès
| Anno | Manifestazione   | Sede           | Evento          | Risultato  | Prestazione | Note                                     |
| ---- | ---------------- | -------------- | --------------- | ---------- | ----------- | ---------------------------------------- |
| 2010 | Mondiali U20     | Moncton        | 800 m piani     | 5ª         | 2'04"18     | Miglior prestazione personale stagionale |
| 2011 | Mondiali U18     | Lilla          | 800 m piani     | Oro        | 2'02"64     | Miglior prestazione personale stagionale |
| 2012 | Mondiali U20     | Barcellona     | 800 m piani     | Oro        | 2'00"91     | Miglior prestazione personale stagionale |
| 2013 | Mondiali         | Mosca          | 800 m piani     | 5ª         | 1'58"21     | Miglior prestazione personale            |
| 2014 | Mondiali indoor  | Sopot          | 800 m piani     | Batteria   | 2'02"90     |                                          |
| 2014 | World Relays     | Nassau         | 4×800 m         | Oro        | 8'01"58     | Record dei campionati                    |
| 2015 | World Relays     | Nassau         | Staffetta mista | Oro        | 10'36"50    | Record mondiale                          |
| 2016 | Mondiali indoor  | Portland       | 800 m piani     | Argento    | 2'00"27     |                                          |
| 2016 | Giochi olimpici  | Rio de Janeiro | 800 m piani     | Semifinale | 1'59"75     |                                          |
| 2017 | Mondiali         | Londra         | 800 m piani     | Bronzo     | 1'56"15     |                                          |
| 2018 | Mondiali indoor  | Birmingham     | 800 m piani     | Argento    | 1'58"99     | Miglior prestazione personale            |
| 2018 | Campionati NACAC | Toronto        | 800 m piani     | Oro        | 1'57"52     | Record dei campionati                    |
| 2019 | Mondiali         | Doha           | 800 m piani     | Bronzo     | 1'58"84     |                                          |
| 2021 | Giochi olimpici  | Tokyo          | 800 m piani     | Semifinale | 2'00"79     |                                          |
| 2022 | Mondiali indoor  | Belgrado       | 800 m piani     | Oro        | 1'59"09     | Miglior prestazione personale stagionale |
| 2022 | Mondiali         | Eugene         | 800 m piani     | 8ª         | 2'00"19     |                                          |
| 2022 | Campionati NACAC | Freeport       | 800 m piani     | Oro        | 1'58"47     |                                          |

## Campionati nazionali
- 4 volte campionessa nazionale degli 800 m piani (2014, 2017, 2018, 2019)
- 5 volte campionessa nazionale indoor degli 800 m piani (2013, 2014, 2016, 2017, 2018)
- 1 volta campionessa nazionale indoor dei 1000 m piani (2019)

## Altre competizioni internazionali
2014
- Argento in Coppa continentale ( Marrakech), 800 m piani - 2'00"07

2018
- Argento in Coppa continentale ( Ostrava), 800 m piani - 1'57"16

2019
- Vincitrice della Diamond League nella specialità degli 800 m piani

2023
- Argento al Meeting de Paris ( Parigi), 800 m piani - 1'58"16